# 카친붉은등밭쥐
카친붉은등밭쥐(Eothenomys cachinus)는 비단털쥐과에 속하는 설치류의 일종이다. 버마 북부 카친 주에서 발견된다. 1921년 토마스(Thomas)가 처음 종으로 기술했지만, 이어서 페레다비드밭쥐 또는 윈난붉은등밭쥐의 아종에 포함되었다. 1941년 샘플링 비교를 통해 다시 별도의 종으로 분류되었다.
데이빗밭쥐속에 속하는 다른 종들(43~61mm) 보다 몸이 크고 꼬리가 길다. 털이 굵고 부드러우며 길다. 상체는 갈색이고 하체는 회색빛을 띤다. 윈난붉은등밭쥐와 비교하면, 두개골 길이가 짧고 폭이 넓지 않으며 상당히 낮다.